# 定義可能実数

2の平方根は底辺の長さが 1 の直角三角形の斜辺の長さに等しく、ゆえに作図可能数である

非公式には、定義可能実数（ていぎかのうじっすう）とは説明によって一意的に定まる実数のことである。
ここでいう説明とは構成方法のことや形式言語の式で表現されるものである。
例えば、2の平方根のうち正のもの、{\displaystyle {\sqrt {2}}}は
方程式 {\displaystyle x^{2}=2}の唯一の正の解として定義でき、コンパスと定規で作図可能でもある。
形式言語やその解釈の選び方の違いによって定義可能性の概念は異なる。
定義可能な数の概念は幾何学における作図可能数、代数的数、計算可能実数などを含む。
形式言語は可算個の式しか持たないので、どの形式言語で定義可能性を考えたとしても定義可能実数は可算個しかない。
しかしながらカントールの対角線論法で知られるように実数は不可算個あるため、ほとんどすべての実数は定義不可能な実数である。

## 作図可能数
実数を特定する手法の一つに幾何学的な方法がある。
実数{\displaystyle r}が作図可能数であるとは、与えられた長さ1の線分から始めてコンパスと定規を使って長さ{\displaystyle r}の線分を構成する方法が存在することを言う。
全ての正の整数、および有理数は作図可能である。
2の正の平方根も作図可能である。しかしながら2の立方根は作図可能でない。これは立方体倍積問題がコンパスと定規で解けないことに関係している。

## 代数的実数

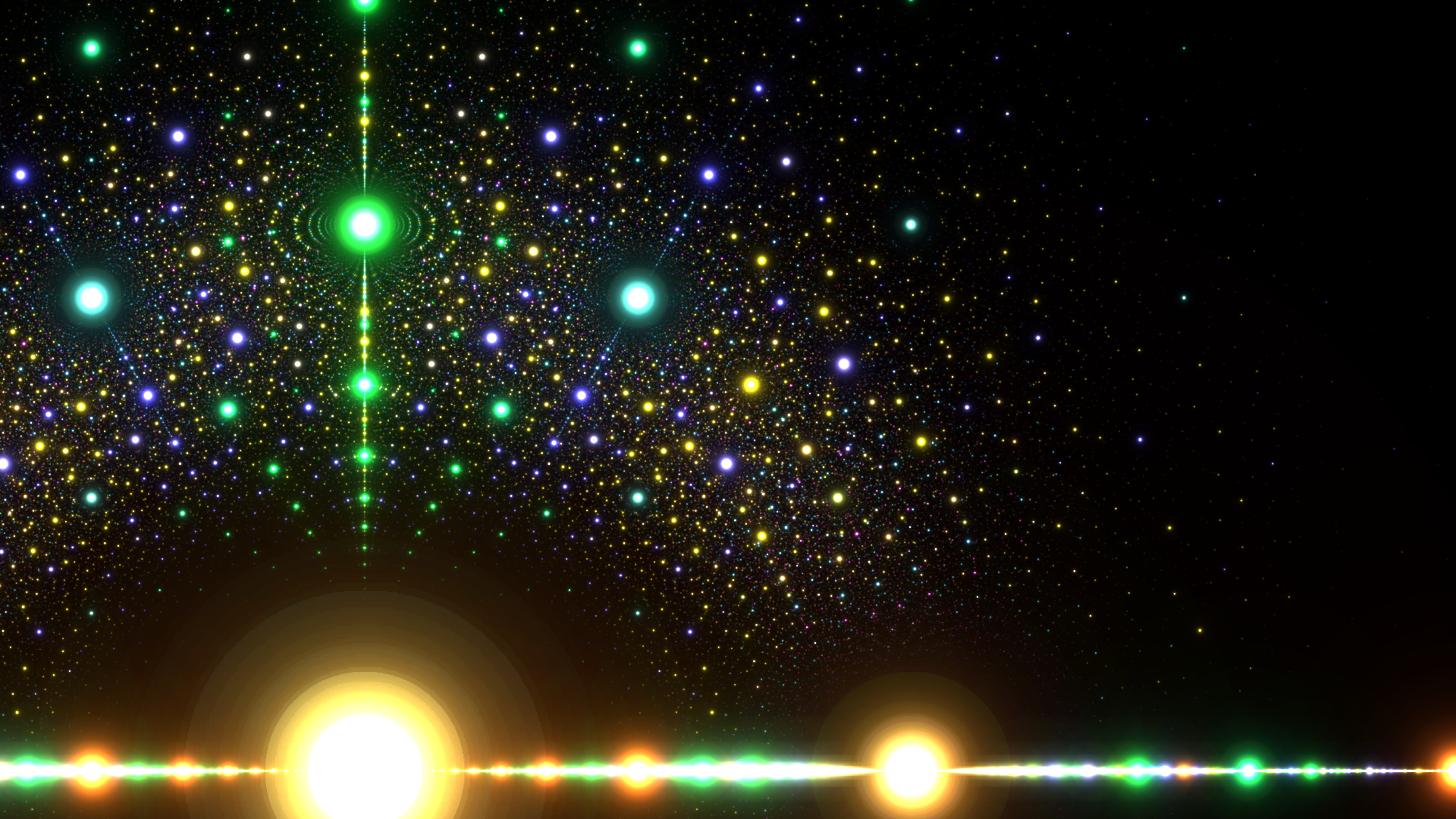
複素平面上の代数的数を次数で色分けしたもの(赤=1, 緑=2, 青=3, 黄色=4)

実数{\displaystyle r}が代数的数であるとは、整数係数の多項式の解であること。
すなわち整数係数の多項式{\displaystyle p(x)}で{\displaystyle p(r)=0}となるものが存在すること。
全ての有理数は代数的であるし、全ての作図可能数も代数的数である。2の立方根のように作図可能でない代数的数も存在する。
代数的実数全体は実数体の部分体になっている。
つまり、0と1は代数的数であり、{\displaystyle a} と {\displaystyle b} が代数的実数（ただし{\displaystyle b\neq 0}）なら{\displaystyle a+b}, {\displaystyle a-b}, {\displaystyle ab}, {\displaystyle a/b}も代数的実数である。
また、単に実数体の部分体であるだけでなく、正の整数{\displaystyle n}と代数的実数{\displaystyle a}に対して{\displaystyle a}の{\displaystyle n}乗根である実数もまた代数的実数となる。
代数的数は可算個しかないが実数は不可算個存在するため、濃度の意味でほとんどの実数は代数的ではない。
この非構成的な証明はゲオルグ・カントールの1874年の論文"On a Property of the Collection of All Real Algebraic Numbers"により初めてもたらされた。
代数的でない数のことを超越数と呼ぶ。
超越数の最も有名な例は π や e などである.

## 計算可能実数
実数が計算可能実数であるとはアルゴリズムで、与えられた任意の自然数{\displaystyle n}に対して、
その実数の十進展開の{\displaystyle n}桁目を計算できること。
この概念はアラン・チューリングによって1936年に提唱された。
計算可能実数は代数的数を含み、多くの超越数も含む。{\displaystyle \pi } や{\displaystyle e}.も計算可能である。
代数的実数と同様、計算可能実数も実数の部分体を成している。
また、自然数{\displaystyle n}についての{\displaystyle n}乗根についても閉じている。
これまでの説明と同様、ほとんどすべての実数は計算可能でない。
計算可能でない実数の例としては、Specker sequenceの極限や、
チャイティンの定数 Ω のようなアルゴリズム的ランダムな実数などがある。

## 算術における定義可能性
ペアノ算術のような算術の形式的理論による定義可能性もある。
算術の言語は 0、1、後続者関数、足し算、掛け算を表す記号を持ち、それらは自然数上での通常の解釈がされることを想定している。
実数{\displaystyle a}が算術において定義可能である (または算術的である) とは、
そのデデキント切断がその算術の言語の述語として定義できることである。
すなわち、算術の言語における一階の式{\displaystyle \varphi }で自由変数を3つ持つもので、
{\displaystyle \forall m\,\forall n\,\forall p\left(\varphi (n,m,p)\iff {\frac {(-1)^{p}\cdot n}{m+1}}<a\right).}
となるものが存在すること。ここでm,n,pは正の整数の上を動くものとしている。
二階算術の言語は一階算術の言語に加えて、
自然数全体の部分集合全てをわたる量化記号と変数を使用するものである。
実数が二階算術で定義可能であるとき、それを解析的であるという.
全ての計算可能実数は算術的である。算術的実数は実数の部分体を成しており、解析的実数も同様である。
全ての算術的数は解析的であるが、解析的数で算術的でないものが存在する。
解析的数は可算個しかないので、ほとんどの実数は解析的でなく、算術的でもない。
Specker sequenceの極限は、計算可能ではないが解析的な実数の一例である。
算術的実数と解析的実数の定義は算術的階層と解析的階層の中で階層化することができる。
一般に、実数が計算可能であることと、そのデデキント切断が算術的階層の最下層にある{\displaystyle \Delta _{1}^{0}}に位置することは同値である。
同様に、算術的なデデキント切断で定義される実数の集合は解析的階層の最下層を構成する。

## ZFCのモデルにおける定義可能性
実数{\displaystyle a}がパラメータなしで一階の集合論の言語で定義可能であるとは、
集合論の言語の式で自由変数を一つ持つもの {\displaystyle \varphi } があって、{\displaystyle a}が{\displaystyle \varphi (a)}を満たす唯一の実数であること。
この概念自体は集合論の言語の式としては表すことができない。
全ての解析的数、特に計算可能数は集合論の言語で定義可能である。
ゆえに良く知られている実数、すなわち0, 1, {\displaystyle \pi }, {\displaystyle e}, 代数的数などは全て集合論で定義可能な実数である。
ZFCの集合モデル{\displaystyle M}で不可算個の実数を持つものは{\displaystyle M}の中で (パラメータ無しでは) 定義できない実数を必ず含むことになる。
これは、式が可算個しかなく{\displaystyle M}上で定義できる{\displaystyle M}の元は可算個しかないことによる。
この議論はフォン・ノイマン宇宙のようなZFCのクラスモデルに適用したとき、さらなる問題が出てくる。
"実数{\displaystyle x}がクラスモデル{\displaystyle N}の上で定義可能"という主張はZFCの式としては表せない。 
同様に、フォン・ノイマン宇宙が定義できない実数を含むかどうかという問題はZFCの文として表現できない。
さらには、全ての実数、全ての実数集合、実数上の関数などが定義可能であるようなZFCの可算モデルも存在する。